# Edson Borges
Edson Borges  (Gaspar, 20 de Janeiro de 1985) é um futebolista brasileiro que atua como zagueiro. Atualmente, defende o Joinville.

## Carreira
Revelado pelo Santos em 2001, jogou em clubes notórios do Brasil. Alguns como o América de Natal, onde jogou a Série A de 2007, ficou conhecido nacionalmente quando em uma única partida marcou 3 gols contra seu ex-clube o Santos, jogou também no São Caetano, e no Juventude no Grêmio Barueri, no Villa Nova e no Santa Cruz.
No começo do mês de junho, foi anunciado como novo reforço do Santa Cruz.

## Títulos
Boa Esporte
- Campeonato Brasileiro - Série C: 2016

Caxias
- Campeonato do Interior Gaúcho: 2017